# Adrien Le Page
Adrien Le Page, né le 20 janvier 1838 à Caen où il meurt le 2 mars 1913, est un homme politique français. Il est maire de Caen du 16 janvier 1905 jusqu'à sa démission le 18 mai 1906.

## Biographie
Adrien Le Page est né à Caen le 20 janvier 1838. Il fait ses études à l'École centrale des arts et manufactures de 1857 à 1860. À sa sortie, il travaille dans un atelier de fonderie où il en devient l'ingénieur. De 1863 à 1873, il est manufacturier à Vire puis devient directeur d'une distillerie à Courville-sur-Eure de 1873 à 1875. Il quitte son poste de directeur pour celui d'ingénieur-adjoint à la compagnie de chemin de fer Lille-Valenciennes et du Nord-Est pour un an. Il part ensuite en Algérie pour devenir chef d'exploitation de la Compagnie des chemins de fer Bône-Guelma de 1876 à 1879. Il retourne sur Paris en 1880/1881 en tant qu'ingénieur conseil puis devient directeur de la compagnie des chemins de fer de l'Est de Lyon.
Il est élu de maire de Caen le 16 janvier 1905 sous l'étiquette nationaliste, en remplacement de Pierre Dumalle, décédé brusquement le 19 décembre 1904 au début de son mandat. L'inauguration du monument à Demolombe sur la place de la République, organisée le 5 août 1905 lors des fêtes du Souvenir normand avec l'appui de la municipalité, révèle au grand jour le conflit entre la faculté de Droit de l'université de Caen, à majorité républicaine, et la municipalité menée par Adrien Le page, sous l'étiquette nationaliste,.
Il se présente aux législatives du 6 mai 1906 dans la première circonscription du Calvados face à Henry Chéron. Il est largement battu par ce dernier : sur 14 204 votants, 7 631 s'expriment pour Henry Chéron contre 4 472 pour Adrien Le Page ; à Caen même, sur 8 421 votants, 4 649 s'expriment pour Henry Chéron contre 2 799 pour Adrien Le Page. Par conséquent, le 8 mai, lui et son adjoint démissionnent de leurs postes, mais le conseil municipal ne démissionne pas, contrairement à ce qu'il avait fait après la défaite de René Perrotte aux élections cantonales de 1904. Le 19 mai 1906, Jules Séjourné est élu pour le remplacer.
Il meurt à son domicile le 2 mars 1913.